# Choi Kyu-ha
Choi Kyu-ha (kor. 최규하, ur. 16 lipca 1919 w Wonju w prowincji Gangwon-do, zm. 22 października 2006 w Seulu) – polityk Korei Południowej, premier Korei Południowej w latach 1975–1979 oraz prezydent Republiki Korei w latach 1979–1980.
Ukończył Wyższą Szkołę Kyung Gi w Seulu, college dla nauczycieli w Tokio oraz Narodowy Instytut Deadong w Mandżurii. W latach 1945–1946 był wykładowcą pedagogiki na Uniwersytecie Narodowym w Seulu. W 1947 przeszedł do pracy w Ministerstwie Rolnictwa. Od 1951 do 1952 był dyrektorem biura handlu międzynarodowego w Ministerstwie Spraw Zagranicznych. W 1952 został mianowany konsulem generalnym misji koreańskiej w Japonii, gdzie pracował do 1957. W latach 1959–1960 był wiceministrem spraw zagranicznych, a w latach 1964–1967 ambasadorem Korei Południowej w Malezji, a po powrocie został mianowany ministrem spraw zagranicznych. W 1971 mianowany został specjalnym doradcą prezydenta Park Chung-hee do spraw zagranicznych, pełnił tę funkcję do 1975.
Od grudnia 1975 do grudnia 1979 piastował urząd premiera, a po zamordowaniu prezydenta Park Chung-hee pełnił obowiązki prezydenta Korei Południowej od 26 października do grudnia 1979. 6 grudnia 1979 został wybrany prezydentem przez kolegium elektorskie jako jedyny kandydat na stanowisko szefa państwa. Inauguracja prezydentury Choi nastąpiła 21 grudnia 1979. Urząd prezydenta piastował do 1 września 1980.